# Quốc huy Latvia

Quốc huy Latvia

Quốc huy Latvia được chính thức sử dụng khi nền nước Cộng hòa Latvia thành lập vào năm 1918. Quốc huy tập hợp những biểu tượng chính quyền Latvia cũng như biểu tượng của những vùng lịch sử của đất nước này. Vào thời kỳ thuộc Liên Xô, một quốc huy khác được thiết kế theo kiểu Xô Viết. Quốc huy Latvia hiện nay được tái sử dụng vào năm 1990.

Liên hiệp công quốc Baltic(1918)
Đệ nhất Cộng hòa Latvia(1918-1940)
Cộng hòa Xã hội chủ nghĩa Xô viết Latvia